# 香川勇気
香川 勇気（かがわ ゆうき、1992年7月2日 - ）は、兵庫県三木市出身のプロサッカー選手。Jリーグ・カターレ富山所属。登録ポジションはディフェンダー。

## 経歴

### プロ入り前
滝川第二高校時代はMFとしてレギュラーを獲得した。3年次（2010年度）の第89回全国高等学校サッカー選手権大会では、特に久御山高校との決勝戦でセルジオ越後が「攻撃のときも守備のときも常に映像の中に映っていた。あれだけ動く選手はいない。そしてテクニックもある」と絶賛するほど攻守に大車輪の働きを見せ、同高校の優勝に貢献。同大会優秀選手に選出される。また、同年のFUJI XEROX SUPER CUPの前座試合として行われた「NEXT GENERATION MATCH」（U-18Jリーグ選抜vs日本高校選抜）に日本高校選抜チームとして先発出場、その後の日本高校選抜の欧州遠征にも参加した。
高校卒業後は関西学生リーグ1部の阪南大学に進み、3年次（2013年度）にはDFにコンバートされ、同年のデンソーカップチャレンジ関西選抜に選ばれた。

### レノファ山口FC
2015年にレノファ山口FCに入団。ルーキーイヤーながら主に左サイドバックとして22試合に出場を果たしJ3優勝・J2昇格に貢献。翌年も27試合に出場しリーグ戦初得点も挙げた。2017年も序盤は主にスタメンとしてプレーしたが、上野展裕からカルロス・マジョールへの監督交代後は出場機会が減少した。

### V・ファーレン長崎・東京ヴェルディ
2017年の夏の移籍市場でV・ファーレン長崎へ完全移籍。加入後怪我で公式戦出場もないまま戦列を離れたが、10月28日に行われたロアッソ熊本とのアウェーゲームで、イエローカードの累積で出場停止の飯尾竜太朗に変わり、スターティングメンバーに選ばれ長崎の選手としてデビュー。その試合でいきなり得点を決めた。
2018年8月、東京ヴェルディへ期限付き移籍。監督のロティーナの指導の下、主力に成長した。
2019年、長崎に復帰。左サイドバックのレギュラーとしてリーグ戦32試合に出場し、自己最多の4得点を記録した。

### 大分トリニータ
2020年、大分トリニータに完全移籍。リーグ開幕戦から左ウイングバックとしてスタメンに定着し16試合に出場したが、全治6週間の右ハムストリングス肉離れによりスタメンから外れた。その後10月15日のトレーニング中に再び負傷し、全治3か月の右膝半月板損傷と診断された。

## 人物
2017年2月28日、時期や相手は明かされなかったが、結婚したことを報告した。

## 所属クラブ
- イルソーレ小野FC
- 滝川第二高等学校
- 阪南大学
- 2015年 - 2017年8月 レノファ山口FC
- 2017年8月 - 2019年 V・ファーレン長崎
  - 2018年8月 - 同年12月 東京ヴェルディ（期限付き移籍）
- 2020年 - 大分トリニータ

## 個人成績
| 国内大会個人成績 | 国内大会個人成績 | 国内大会個人成績 | 国内大会個人成績 | 国内大会個人成績 | 国内大会個人成績 | 国内大会個人成績 | 国内大会個人成績 | 国内大会個人成績 | 国内大会個人成績 | 国内大会個人成績 | 国内大会個人成績 |
| 年度             | クラブ           | 背番号           | リーグ           | リーグ戦         | リーグ戦         | リーグ杯         | リーグ杯         | オープン杯       | オープン杯       | 期間通算         | 期間通算         |
| 年度             | クラブ           | 背番号           | リーグ           | 出場             | 得点             | 出場             | 得点             | 出場             | 得点             | 出場             | 得点             |
| 日本             | 日本             | 日本             | 日本             | リーグ戦         | リーグ戦         | リーグ杯         | リーグ杯         | 天皇杯           | 天皇杯           | 期間通算         | 期間通算         |
| ---------------- | ---------------- | ---------------- | ---------------- | ---------------- | ---------------- | ---------------- | ---------------- | ---------------- | ---------------- | ---------------- | ---------------- |
| 2015             | 山口             | 26               | J3               | 22               | 0                | -                | -                | 1                | 0                | 23               | 0                |
| 2016             | 山口             | 3                | J2               | 27               | 1                | -                | -                | 1                | 0                | 28               | 1                |
| 2017             | 山口             | 18               | J2               | 16               | 1                | -                | -                | 1                | 0                | 17               | 2                |
| 2017             | 長崎             | 35               | J2               | 1                | 1                | -                | -                | -                | -                | 1                | 1                |
| 2018             | 長崎             | 24               | J1               | 2                | 0                | 6                | 0                | 0                | 0                | 8                | 0                |
| 2018             | 東京V            | 4                | J2               | 9                | 0                | -                | -                | 1                | 0                | 10               | 0                |
| 2019             | 長崎             | 2                | J2               | 32               | 4                | 3                | 0                | 0                | 0                | 35               | 4                |
| 2020             | 大分             | 2                | J1               | 16               | 0                | 0                | 0                | -                | -                | 16               | 0                |
| 2021             | 大分             | 2                | J1               | 30               | 1                | 3                | 0                | 1                | 0                | 34               | 1                |
| 2022             | 大分             | 2                | J2               | 10               | 0                | 3                | 0                | 0                | 0                | 13               | 0                |
| 2023             | 大分             | 2                | J2               | 13               | 0                | -                | -                | 1                | 0                | 14               | 0                |
| 2024             | 大分             | 2                | J2               | 20               | 0                | 0                | 0                | 2                | 0                | 22               | 0                |
| 2025             | 大分             | 2                | J2               | 7                | 0                | 1                | 0                | 1                | 0                | 9                | 0                |
| 2025             | 富山             | 3                | J2               |                  |                  | -                | -                | -                | -                |                  |                  |
| 通算             | 日本             | 日本             | J1               | 48               | 1                | 9                | 0                | 1                | 0                | 58               | 1                |
| 通算             | 日本             | 日本             | J2               | 135              | 7                | 7                | 0                | 7                | 0                | 149              | 7                |
| 通算             | 日本             | 日本             | J3               | 22               | 0                | -                | -                | 1                | 0                | 23               | 0                |
| 総通算           | 総通算           | 総通算           | 総通算           | 205              | 8                | 16               | 0                | 9                | 0                | 230              | 8                |

公式戦におけるその他の記録
- Jリーグ初出場 - 2015年3月15日 J3第1節 ガイナーレ鳥取戦（維新公園）[14]
- Jリーグ初得点 - 2016年6月8日 J2第17節 愛媛FC戦（維新公園）[15]

その他の公式戦
- 2018年
  - J1参入プレーオフ 3試合0得点

## タイトル

### クラブ
滝川第二高校
- 全国高等学校サッカー選手権大会（2010-11年）

阪南大学
- 総理大臣杯全日本大学サッカートーナメント（2012年）
- 関西学生サッカーリーグ1部：2回（2012年、2014年）

レノファ山口FC
- J3リーグ（2015年）

### 個人
- 全国高等学校サッカー選手権大会・優秀選手（2010-11年）

## 代表・選抜歴
- 2010年 日本高校選抜
- 2013年 関西大学選抜